# Belleville (Illinois)
Belleville es la ciudad y sede del condado de St. Clair, Illinois, Estados Unidos. Se encuentra en el área de Gran San Luis (Misuri).
Con 41.410 habitantes según el censo de 2000, es la sede de la Diócesis de Belleville y Santuario Nacional de Nuestra Señora de las Nieves.

## Geografía
Se encuentra en las coordenadas 38°31′18″N 89°59′43″O / 38.52167, -89.99528 (38.521567, -89.995208). y es conocida como la Capital del Sur de Illinois
Según la Oficina del Censo de los Estados Unidos, la ciudad tiene un área total de 19,0 millas cuadradas (49,2 km²), de la cual, 18,9 millas cuadradas (48,8 km²) es tierra y 0,1 millas cuadradas (0,3 km²) es agua (0,68%).

## Historia
A mediados del siglo XIX se asentaron en la ciudad gran número de inmigrantes alemanes, teniendo en la década de los cincuenta de ese siglo alcalde alemán, mayoría alemana en el gobierno municipal y tres periódicos alemanes. Incluso los negros de la localidad hablaban alemán.

### Registro Nacional de Lugares Históricos
La ciudad cuenta con algunos lugares históricos, entre ellos:
- Distrito Histórico de Belleville
- Casa Gustave Koerner
- Granja Knobeloch-Seibert

### Eventos anuales
Belleville tiene varias celebraciones a lo largo del año. Una de las más nuevas, y con más éxito, es la celebración Arte sobre la Plaza (la feria anual de arte).
- Desfile del Día de San Patricio (17 de marzo)
- Arte en la Plaza (5/16/08 - 5/18/08) - Arte en la Plaza fue recientemente nombrada como la Feria de Arte #1 en la nación por el Art Fair Source Book.
- Desfile Ainad Shriner's Circus (circo) (1.er viernes de junio)
- Oktoberfest (septiembre)
- Desfile del Día del Trabajo (septiembre)
- Chili Cookoff (October)
- Desfile de Santa Claus (noviembre)
- Gingerbread Walk (diciembre)

### Deportes
- Rowdies Rugby Football Club - el único club rugby fútbol del área de Belleville.

## Demografía
Al censo del 2000, habían 41,410 personas, 17,603 hogares, y 10,420 familias residencias en la ciudad. La densidad poblacional era de 2,196.4 personas por milla cuadrada (848.2/km²). Habían 19,142 unidades habitacionales a una densidad poblacional de 1,015.3/sq mi (392.1/km²). La demografía racial de la ciudad era del 81.51% blancos, 15.51% afroamericanos, 0.26% amerindios, 0.81% asiáticos, 0.07% isleño del Pacífico, 0.41% de otras razas, y el 1.43% de dos o más razas. Los hispanos o latinos de cualquier raza eran del 1.63% de la población.

## Ciudades hermanadas
- Paderborn, Alemania[5]

## Residentes famosos
- Bob Groom
- Brian Daubach
- Buddy Ebsen
- Darius Miles
- Gary Leonard
- Jeff Tweedy
- Jimmy Connors
- Max Flack